# Болезнь Эрдгейма — Честера
Болезнь (или синдром) Эрдгейма — Честера — редкое заболевание, относящееся к нелангергансоклеточным гистиоцитозам. Происхождение болезни неизвестно. Чаще всего затрагивает лица среднего возраста (преимущественно мужчин), в редких случаях детей. Впервые описана Якобом Эрдгеймом и Вильямом Честером в 1930 году.
Болезнь Эрдгейма-Честера характеризуется ненормальным разрастанием лейкоцитов особого типа, гистиоцитов (также называются макрофаги соединительных тканей), что приводит к инфильтрации соединительных тканей, в частности костного мозга трубчатых костей.

## Причины возникновения
ЭЧБ является редким заболеванием, которое не всегда удается обнаружить вовремя. Точные данные о причинах, провоцирующих развитие синдрома, в настоящий момент не обнаружены.
Гипотезы происхождения болезни:
- На основании гистопатологических данных была выдвинута гипотеза о том, что эта болезнь связана с нарушением липидного обмена. Экспериментально эта гипотеза не подтверждена.
- Гипотеза о том, что ЭЧБ является заболеванием клонального происхождения, также не подтверждена.
- На основании наличия местной и системной провоспалительной системы цитокинов и хемокинов, действие которой вызывает привлечение и активацию гистиоцитов в очагах ЭЧБ, была высказана гипотеза о том, что возможной терапевтической стратегией лечения ЭЧБ может стать блокада цитокинов.

Выяснено, что у большей части пациентов с ЭЧБ инфильтрирующие (то есть проникающие) гистиоциты несут мутацию протоонкогена BRAF, которая вызывает подмену глютаминовой кислоты на валин в позиции 600 белка BRAF (V600E). Такая же мутация была найдена в 57 % исследуемых образцов, взятых при лангергансоклеточном гистиоцитозе.
Уточненные полученные результаты показали, что мутация BRAF (V600E) выявляется в биопсийных образцах и в циркулирующих моноцитах у пациентов с ЭЧБ, что подтверждает клональное происхождение ЭЧБ. BRAF является серин-треонин протеинкиназой, вовлеченной в сигнальный путь митоген-активируемой протеин киназы (MAPK), посредством которого осуществляется регуляция пролиферации и выживания клеток. Закономерно, что BRAF (V600E) является участком мутации с онкогенным потенциалом при меланомах, папиллярном раке щитовидной железы и волосатоклеточном лейкозе. BRAF (V600E) вовлечен в механизм онкоген-индуцированного старения (ОИС), базового противоонкогенного защитного механизма, приводящего к аресту клеточного цикла и к индукции провоспалительных молекул. Кроме того, на гистиоцитах с мутацией BRAF присутствуют маркеры онкоген-индуцированного старения и экспрессируются связанные со старением провоспалительные медиаторы. Эти данные вместе подтверждают центральную роль BRAF (V600E) в патогенезе ЭЧБ и свидетельствуют о том, что онкоген-индуцированное старение является возможной связью между онкогенной мутацией и выявленной активацией воспаления. Соответственно, была показана высокая эффективность применения вемурафениба, селективного ингибитора BRAF (V600E), при лечении ЭЧБ.

## Симптомы и признаки
Так как гистиоциты могут проникать в любые ткани и системы, клиника ЭЧБ многогранна.
Клинические признаки возникновения ЭЧБ:
- боль в костях из-за поражения скелета,
- несахарный диабет,
- неврологическая и конституциональная симптоматика,
- инфильтрация (то есть проникновение и скопление в тканях веществ или частиц, которые не являются их нормальной составной частью) забрюшинного пространства с возможной закупоркой мочеточников,
- поражение легких, кожи, сердечно-сосудистой и эндокринной систем.

Клинические проявления ЭЧБ в разных возрастных группах имеют свои особенности: например, у пожилых людей с развитым или развивающимся несахарным диабетом, чаще всего встречаются поражения сердца и легких.

### Поражение скелета
Поражение скелета является общим проявлением ЭЧБ и диагностируется практически у половины пациентов. В первую очередь поражению подвергаются нижние конечности, другие очаги располагаются в скелете туловища, верхних конечностях и голове. Распространенным симптомом является умеренная, непрекращающаяся, и несковывающая боль.
Поражение скелета, бессимптомное или клинически выраженное, диагностируется с помощью радиологических методов исследования. К типичным и почти патогномическим признакам относят билатеральный, симметричный остеосклероз надкостницы на диафизарных и/или метафизарных частях дистальных участков нижних и верхних конечностей, выявляемый на плановых рентгеновских снимках, и симметричное контрастирование трубчатых костей нижних конечностей технецием (Tc-99m) при остеосцинтиграфии. Наличие типичных признаков поражения скелета затрудняет постановку диагноза ЭЧБ. Дифференциальную диагностику ЭЧБ и лангергансоклеточного гистиоцитоза проводят при определении паттерна поражения скелета, вовлекающего череп и нижнюю челюсть.
В настоящее время для подтверждения диагноза необходимо проведение магнитно-резонансной томографии (МРТ). Плановая рентгенография и остеосцинтиграфия являются основными методами оценки степени поражения костной ткани и постановки диагноза.

### Поражение нервной системы
Поражение нервной системы является одним из основных проявлений ЭЧБ и диагностируется практически у половины пациентов. Также считается независимым предиктором смерти.
Одним из его проявлений является экзофтальм. Чаще всего он бывает билатеральным, невыраженным, и иногда сопровождается пережатием внеглазничных мышц и зрительного нерва, что приводит к диплопии или к снижению остроты зрения. Заглазничная инфильтрация плохо поддается медикаментозному лечению и для её лечения может потребоваться хирургическое вмешательство. К дополнительным неврологическим проявлениям относятся пирамидные и мозжечковые синдромы, например, неустойчивость походки и атаксия. Также известны случаи радикулопатии, судорог, головных болей, дизартрии, нарушений функций черепно-мозговых нервов и когнитивной сферы. Хотя поражение нервной системы обычно клинически выражено, описаны и бессимптомные случаи. Из-за преимущественного поражения ЦНС при диагностировании новых случаев ЭЧБ следует системно применять МРТ и КТ (компьютерной томографии) с контрастированием.

### Поражение эндокринной системы
Клинические признаки поражения эндокринной системы при ЭЧД могут быть связаны с инфильтрацией гипофиза, гипоталамической области или надпочечников. Одним из самых частых признаков поражения эндокринной системы является несахарный диабет, выражающийся в полиурии и полидипсии.
Если несахарный диабет у пациентов с ЭЧБ не возникает в начале заболевания, то никогда не развивается. К редким проявлениям поражения эндокринной сферы относят гиперпролактинемию, недостаточность гонадотропина и дефицит инсулиноподобного фактора роста. Поражение надпочечников приводит к их увеличению и к развитию функциональной недостаточности.

### Поражение забрюшинного пространства
Примерно у трети пациентов ведущим симптомом при ЭЧБ является инфильтрация забрюшинного пространства, которую часто ошибочно диагностируют как идиопатический забрюшинный фиброз (ИЗФ). В том числе могут развиваться урологические симптомы: сдавление мочеточников с последующим уретерогидронефрозом. При угрозе развития почечной недостаточности или неэффективности медикаментозной терапии осуществляется стентированию мочеточников. К прочим проявлениям относится почечно-сосудистая гипертония, лечение которой требует стентирования почечных артерий, а также — боль в спине. При постановке диагноза важно провести дифференциальную диагностику с ИЗФ, тщательно проанализировав снимки. Характерным признаком ИЗФ является поражение нижней полой вены и тазовой части уретры, чего никогда не встречается при ЭЧБ.
Примерно у половины пациентов характерным признаком ЭЧБ на КТ-снимках брюшной полости является «волосатость почек».

### Конституциональные симптомы
Примерно одна пятая пациентов при ЭЧБ жалуется на повышение температуры тела, потерю веса, слабость или повышенную утомляемость. Конституциональные симптомы редко являются ведущей жалобой, а у некоторых пациентов они могут сопровождать рецидивы ЭЧБ.

### Поражение легких
Поражение легких при ЭЧБ является редким, но клинически значимым признаком, который значительно ухудшает прогноз течения заболевания. Основными симптомами являются одышка, кашель и чувство дискомфорта в груди, в том числе могут возникнуть экссудативный плеврит и пневмоторакс.
Типичным признаком является инфильтрация интерстиция, по причине которой на поздних стадиях заболевания развивается фиброз легких. Инфильтраты интерстиция и фиброз чаще с перилимфатическим и субплевральным расположением выявляют по данным рентгенографии и КТ органов грудной клетки. Функциональные пробы легких обычно выявляют умеренную рестрикцию при нормальной или сниженной диффузионной способности по монооксиду углерода (DLCO). Обычно нормальный газовый состав крови при развитии заболевания может изменяться.

### Поражение кожи
Более чем у одной пятой пациентов одним из симптомов ЭЧБ является поражение кожи. Наиболее частыми формами являются: ксантелазмы и ксантомы (четко очерченные, желтоватые, подкожные отложения жира, которые могут возникать по всей поверхности тела). Менее частыми — зудящая сыпь и папулонодулярные образования.

### Поражение сердечно-сосудистой системы
Поражение сердечно-сосудистой системы, легких и нервной системы в сочетании является плохим прогностическим признаком. При ЭЧБ поражение сердечно-сосудистой системы развивается примерно у четверти пациентов, при этом с возрастом увеличивается риск заболевания. Основным признаком поражения сердечно-сосудистой системы при ЭЧБ является скопление экссудата в грудной полости. Этот процесс чаще всего протекает без выраженных симптомов, но в небольшой доле случаев его течение осложняется, и может приводить к тампонаде сердца. Гистиоциты также могут проникать в ткани сердца и провоцировать появление псевдоопухолевых новообразований, обычно расположенных в правом предсердии или в атриовентрикулярной борозде. На фоне этого процесса могут развиваться диастолическая сердечная недостаточность или рестриктивная кардиомиопатия. В ряде случаев патологический процесс вовлекается клапанный аппарат сердца с формированием аортальной и митральной недостаточности. При ЭЧБ также может развиваться поражение аорты и её основных ветвей. Формирование характерного рисунка оболочки при циркулярной инфильтрации грудного или брюшного отдела аорты может быть выявлено при проведении КТ-исследования с контрастированием. В некоторых случаях инфильтрат вокруг коронарных сосудов может стать причиной развития инфаркта миокарда.

## Диагноз: радиологические и гистологические признаки
Клиническая картина ЭЧБ четко определена. Однако, некоторые признаки ЭЧБ (симптомы поражения скелета, признаки нарушения конституции или даже неврологические симптомы нервной системы) могут быть выражены неточно, и для верного диагностирования требуется больше времени.
Некоторые рентгенологические признаки заболевания:
- симметричное контрастирование дистальных отделов трубчатых костей нижних конечностей, иногда верхних конечностей, при остеосцинтиграфии с технецием Tc-99m;
- симметричный остеосклероз надкостницы диафиза и метафиза трубчатых костей при плановой рентгенографии;
- признаки «волосатости почек» и «обложенной аорты» при забрюшинном и периаортальном инфильтрате на КТ-снимках органов брюшной полости.

Для постановки диагноза ЭЧБ требуется проведение гистологических исследований. К типичным гистологическим признакам ЭЧБ относятся локализованные вдоль участков фиброза полиморфные ксантогранулемы, состоящие из CD68+, CD1a-, S100- пенистых гистиоцитов. При лангергансоклеточном гистиоцитозе, представлены гистиоциты классов CD68+, CD1a+.
Дифференциальную диагностику следует проводить с лангергансоклеточным гистиоцитозом, нарушениями обмена веществ (то есть болезнями Гоше и Ниманна-Пика), новообразованиями и саркоидозом. У небольшой части пациентов ЭЧБ и лангергансоклеточный гистиоцитоз встречаются в сочетании. Учитывая редкость этих заболеваний, частота их одновременного развития превышает случайные показатели, что говорит о возможной патогенетической связи между ними.

## Организация медицинской помощи и лечение
К настоящему времени разработано много подходов к лечению ЭЧБ, но организация медицинской помощи при этом заболевании является клинической задачей, решение которой требует организации интегрированного, мультидисциплинарного подхода. Ранее проводившееся лечение включало применение стероидов, цитотоксических препаратов, радиотерапию и трансплантацию аутологичных кроветворных стволовых клеток, но клиническая эффективность этих методов была ограниченной и несостоятельной.
Впоследствии, после первого сообщения об эффективности при лечении ЭЧБ в 2005 году, препаратом первой линии стал интерферон-a (ИФН-a). Изначально рекомендованная доза составляла по 3 миллиона единиц три раза в неделю. Однако, эффективность его применения зависит от очага поражения. При некоторых мультисистемных формах ЭЧБ (с поражением ЦНС и сердечно-сосудистой системы), рекомендованная доза составляет 9 миллионов единиц три раза в неделю, постоянно. Распространенными побочными эффектами при применении этого способа лечения являются депрессия и повышенная утомляемость. Обычно лучше переносятся ПЭГилированные формы ИФН-а.
После идентификации комплексной сети хемокинов и цитокинов, управляющей привлечением гистиоцитов в очаги ЭЧБ, удовлетворительные результаты были показаны при экспериментальном применении биологически активных веществ, таких как блокатор IL-1 анакинра. В настоящее время показана обещающая эффективность применения антитела инфликсимаб у двух пациентов с поражением сердца. Также была показана эффективность применения антипролиферативных препаратов иматиниб и кладрибин, которая не была доказана в исследованиях, проводившихся у большого числа пациентов.
Основой для разработки новой стратегии лечения ЭЧБ стало открытие наличия мутации BRAFV600E у значительной части пациентов с ЭЧБ. У ограниченного числа пациентов с тяжелой формой ЭЧБ была показана значительная клиническая эффективность применения ингибитора BRAF вемурафениба, применяемого при лечении меланомы и волосатоклеточной лейкемии. Применение вемурафениба является беспрецедентной стратегией лечения ЭЧБ, но выраженное побочное действие его на кожу и на кровь ограничивают использование при угрожающих жизни состояниях или при непереносимости интерферона.

## Наблюдение и оценка активности заболевания
ЭЧБ является хроническим заболеванием с характерной прогрессивной инфильтрацией тканей патологическими гистиоцитами. Происходит повышение значения показателей воспаления, тем не менее, их флуктуации не являются достоверным индикатором активности заболевания. Радиологическая диспансеризация является ведущим методом при постановке диагноза, а также способом оценки тяжести и активности ЭЧБ. По причине того, что до сих пор не разработана система показателей выраженности заболевания, при последующем наблюдении радиологическое обследование следует проводить раз в полгода. Рекомендовано проведение МРТ обследования ЦНС и орбит глаз, КТ органов брюшной и грудной полости, а также МРТ сердца. В периоде последующего наблюдения за течением ЭЧБ рекомендовано проведение позитронной эмиссионной томографии (ПЭТ). При ПЭТ обследовании также можно оценить состояние сердечно-сосудистой системы во всей её совокупности, а чувствительность этого метода при определении изменений очагов в ЦНС при лечении превосходит МРТ.

## Заключение
ЭЧБ — редкое и часто игнорируемое заболевание. В последние годы благодаря возросшему вниманию со стороны медицинского сообщества в понимании патогенеза ЭЧБ и в разработке эффективных терапевтических подходов был достигнут определённый прогресс. В частности, была доказана эффективность применения противовоспалительных, иммуномодулирующих и антипролиферативных препаратов при лечении заболевания и т. д. Тем не менее, для удовлетворения неотложных клинических потребностей пациентов с ЭЧБ требуется более детальное изучение этого заболевания и его происхождения.